# Keith Carradine
Keith Ian Carradine (San Mateo, Kalifornia, 1949. augusztus 8. –) Oscar- és Golden Globe-díjas amerikai színész, énekes, író, zeneszerző, zenész. 
Testvére Robert Carradine (1954–), féltestvére Michael Bowen (1953–) és David Carradine (1936–2009).

## Élete és pályafutása
San Mateóban született, John Carradine (1906–1988) és Sonia Sorel (1921–2004) gyermekeként. Gyermekkora nehéz volt, édesapja ivott, édesanyja mániás depresszióban szenvedett. Nyolcéves volt, amikor szülei 1957-ben elváltak. 
1971-ben végzett a Colorado-i Állami Egyetem drámaszakán. Ifjú színészként több Shakespeare-darabban szerepelt. 1969-ben a Hair című musical Broadway-i előadásában kórustagként szerepelt. Itt figyeltek fel rá, elindítva színészi karrierjét.
Első említésre méltó filmje a Robert Altman rendezésében készült McCabe és Mrs. Miller (1971) volt. Ezután Altman 1974-es Tolvajok, mint mi című filmjében tűnt fel. Harmadik közös filmjük az 1976-os Nashville volt. 1977-ben a Ridley Scott által rendezett Párbajhősök főszereplője lett, Harvey Keitel társaként. Az 1980-as években olyan filmekben volt látható, mint a Válassz engem (1984), a Zavart lelkek (1985) és A modernek (1988).
A Carradine család zeneileg is tehetséges volt, különösen Keith: 1976-ban a Nashville című filmben énekelt. 1984-ben Madonna Material Girl című dalának videóklipjében tűnt fel.

## Magánélete
1982-ben házasságot kötött Sandra Will-lel, de 2000-ben elváltak. Két gyermekük született; Cade Richmond (1982) és Sorel Johannah Carradine (1985). 
2006 óta Hayley DuMond a párja.

## Filmográfia

### Film
| Év   | Magyar cím                            | Eredeti cím                           | Szerep                                | Magyar hang       |
| ---- | ------------------------------------- | ------------------------------------- | ------------------------------------- | ----------------- |
| 1971 | McCabe és Mrs. Miller                 | McCabe & Mrs. Miller                  | Cowboy                                |                   |
| 1971 | Pisztolypárbaj                        | A Gunfight                            | fiatal fegyverforgató                 |                   |
| 1973 | Az Észak császára                     | Emperor of the North Pole             | Cigaret                               | Zámbori Soma      |
| 1973 |                                       | Idaho Transfer                        | Arthur                                |                   |
| 1973 |                                       | Hex                                   | Archibald "Whizzer" Overton           |                   |
| 1974 |                                       | Antoine et Sébastien                  | John                                  |                   |
| 1974 | Tolvajok, mint mi                     | Thieves Like Us                       | Bowie                                 | Papp Dániel       |
| 1974 | Run, Run, Joe!                        | Arrivano Joe e Margherito             | Joe                                   | Kautzky Armand    |
| 1975 | Nashville                             | Nashville                             | Tom Frank                             |                   |
| 1975 | Te és én                              | You and Me                            | biliárdozó férfi                      |                   |
| 1976 | A fény                                | Lumière                               | David                                 | Kalocsay Miklós   |
| 1976 | Isten hozott Los Angelesben           | Welcome to L.A.                       | Carroll Barber                        | Hanyecz Róbert    |
| 1977 | Párbajhősök                           | The Duellists                         | Armand D'Hubert                       | Rátóti Zoltán     |
| 1978 | Csinos kislány                        | Pretty Baby                           | E. J. Bellocq                         |                   |
| 1978 |                                       | Sgt. Pepper's Lonely Hearts Club Band | Our Guests At Heartland               |                   |
| 1979 |                                       | Old Boyfriends                        | Wayne Van Til                         |                   |
| 1979 | Egy majdnem tökéletes kaland          | An Almost Perfect Affair              | Hal Raymond                           |                   |
| 1980 | Jesse James balladája                 | The Long Riders                       | Jim Younger                           |                   |
| 1981 | A lápvidék harcosai                   | Southern Comfort                      | Spencer őrvezető                      | Téri Sándor       |
| 1981 | A lápvidék harcosai                   | Southern Comfort                      | Spencer őrvezető                      | Széles Tamás      |
| 1984 | Válassz engem                         | Choose Me                             | Mickey                                |                   |
| 1984 | Mária szerelmei                       | Maria's Lovers                        | Clarence Butts                        | Ujréti László     |
| 1985 | Zavart lelkek                         | Trouble in Mind                       | Coop                                  | Kautzky Armand    |
| 1986 | Nyomozás Krisztus holtteste után      | L'inchiesta                           | Titusz Valériusz Taurusz              | Kautzky Armand    |
| 1988 | A modernek                            | The Moderns                           | Nick Hart                             |                   |
| 1988 | A sors fegyvere                       | Backfire                              | Reed                                  |                   |
| 1989 | A halál utcája                        | Street of No Return                   | Michael                               | Háda János        |
| 1989 | Piti csempészek                       | Cold Feet                             | Monte                                 |                   |
| 1990 | Élünk, halunk, örökölünk              | Daddy's Dyin': Who's Got the Will?    | Clarence                              | Schmied Zoltán    |
| 1990 | Agglegény                             | Mio caro dottor Gräsler               | Dr. Emil Gräsler                      | Gáti Oszkár       |
| 1991 |                                       | The Ballad of the Sad Café            | Marvin Macy                           |                   |
| 1992 | Keresztül-kasul                       | CrissCross                            | John Cross                            |                   |
| 1994 | André, a fóka                         | Andre                                 | Harry Whitney                         | Rosta Sándor      |
| 1994 | Mrs. Parker és az ördögi kör          | Mrs. Parker and the Vicious Circle    | Will Rogers                           |                   |
| 1995 | A terror gyermeke                     | The Tie That Binds                    | John Netherwood                       | Láng Balázs       |
| 1995 | Vad Bill                              | Wild Bill                             | William Frederick "Buffalo Bill" Cody |                   |
| 1996 | Két nap a völgyben                    | 2 Days in the Valley                  | Creighton nyomozó                     | Uri István        |
| 1997 | Ezer hold                             | A Thousand Acres                      | Ty Smith                              | Mácsai Pál        |
| 1998 | Ostrom alatt                          | Standoff                              | Zeke Clayton                          | Kőszegi Ákos      |
| 1999 |                                       | The Hunter's Moon                     | Turner                                |                   |
| 1999 |                                       | Out of the Cold                       | Dan Scott                             |                   |
| 2001 |                                       | Cahoots                               | Matt                                  |                   |
| 2001 | Kergebirkák                           | Wooly Boys                            | Hank Dawson seriff                    | Sörös Sándor      |
| 2002 |                                       | Fálkar                                | Simon                                 |                   |
| 2002 | Az angyal baba                        | The Angel Doll                        | Jerry Barlow felnőttként              |                   |
| 2002 | Kirekesztve                           | The Outsider                          | Noah Weaver                           | Lux Ádám          |
| 2003 | Ociee Nash kalandjai                  | The Adventures of Ociee Nash          | Papa George Nash                      |                   |
| 2004 | Égnek áll                             | Hair High                             | JoJo (hangja)                         |                   |
| 2004 | Balto 3. – A változás szárnyai        | Balto III: Wings of Change            | Duke (hangja)                         | Viczián Ottó      |
| 2005 | Hazai pályán                          | Our Very Own                          | Billy Whitfield                       |                   |
| 2005 | A kaliforniaiak                       | The Californians                      | Elton Tripp                           |                   |
| 2007 | Elvis és Anabelle                     | Elvis and Anabelle                    | Jimmy                                 | Kőszegi Ákos      |
| 2007 | Bobby Z élete és halála               | The Death and Life of Bobby Z         | Johnson                               |                   |
| 2007 | Dutyimadár szabadlábon                | All Hat                               | Pete Culpepper                        | Csernák János     |
| 2008 |                                       | Lake City                             | Roy                                   |                   |
| 2009 |                                       | Winter of Frozen Dreams               | Lulling nyomozó                       |                   |
| 2010 |                                       | Peacock                               | Ray Crill polgármester                |                   |
| 2011 | A családfa                            | The Family Tree                       | Diggs tiszteletes                     | Vass Gábor        |
| 2011 | Cowboyok és űrlények                  | Cowboys & Aliens                      | Taggart seriff                        | Fodor Tamás       |
| 2013 | Vétkező szentek                       | Ain't Them Bodies Saints              | Skerritt                              | Rosta Sándor      |
| 2014 | Angyalok a porondon 2. – Dakota nyara | Cowgirls 'n Angels: Dakota's Summer   | Austin Rose                           | Papp János        |
| 2014 |                                       | Terroir                               | Jonathan Bragg                        |                   |
| 2016 |                                       | A Quiet Passion                       | Edward Dickinson                      |                   |
| 2017 |                                       | Ray Meets Helen                       | Ray                                   |                   |
| 2018 | Úriember revolverrel                  | The Old Man & the Gun                 | Calder százados                       |                   |
| 2021 | A kutya karmai közt                   | The Power of the Dog                  | Edward kormányzó                      | Rosta Sándor      |
| 2022 |                                       | A Nashville Country Christmas         | Keaton Walker                         |                   |
| 2024 | aMItől félsz                          | Afraid                                | Marcus                                | Dézsy Szabó Gábor |

### Televízió
- Bonanza (1971)
- Kung Fu (1972-1973)
- Judgment (1990)
- Lesújt a múlt (1991)
- Lincoln (1992)
- Keserű vér (1994)
- Halál évzáró után (1995)
- Texasi krónikák: A Holtak útján (1996)
- Végsebesség (1997-1998)
- Végállomás a Saber folyónál (1997)
- Az ígéret szép szó (1997)
- Magánháború (1999)
- Út az éjen át (1999)
- Sötét vágta (1999)
- A szív dallama (1999)
- Jövevény (2000)
- Fanny Kemble igaz története (2000)
- A gyémánt románca (2001)
- Frasier – A dumagép (2002)
- Feltételes szabadlábon (2002)
- Pókember (2003)
- Rém rendetlen család (2004-2005)
- Különös család (2006)
- Gyilkos elmék (2007)
- Dexter (2007-2009)
- A hatalom hálójában (2007)
- Gyilkos számok (2008)
- Esküdt ellenségek (2009)
- Ütközések (2009)
- Dollhouse - A felejtés ára (2009)
- A hatalom hálójában (2010)
- Agymenők (2010)

## Filmzenéi
- Nashville (1975)
- Jesse James balladája (1980)
- Mária szerelmei (1984)
- Ronin (1998)
- Hazai pályán (2005)
- A kaliforniaiak (2005)

## Díjai
- Golden Globe-díj (1976) Nashville
- Oscar-díj (1976) Nashville

## Fordítás
- Ez a szócikk részben vagy egészben  a   Keith Carradine című angol Wikipédia-szócikk fordításán alapul.  Az eredeti cikk szerkesztőit annak laptörténete sorolja fel. Ez a jelzés csupán a megfogalmazás eredetét és a szerzői jogokat jelzi, nem szolgál a cikkben szereplő információk forrásmegjelöléseként.